# Claude Dallemagne

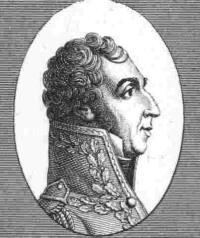
Général Claude Dallemagne

Claude Dallemagne, eigentlich Claude d’Allemagne (* 8. November 1754 in Peyrieu; † 24. Juni 1813 in Nemours) war ein französischer Général de division der Infanterie.

## Leben
Dallemagne entstammte eine Familie, die ihre Wurzeln in der Provence hatte; er war der einzige Sohn von Balthazar d’Allemagne (1710–1772) und dessen Ehefrau Marie Lasalle (1731–1799). Seine Schulzeit absolvierte er am Collège in Belley.
Als sein Vater 1773 starb, änderte Dallemagne die Schreibweise seines Familiennamens und nannte sich zeit seines Lebens nur noch  Dallemagne. Noch im selben Jahr trat er als Freiwilliger in die Armee ein.
1777 segelte er von Toulon aus unter Führung Admirals Charles Henri d’Estaing in die Karibik und kämpfte vor Dominica und St. Vincent gegen die Briten. Direkt am Unabhängigkeitskrieg beteiligten sie sich anlässlich der Belagerung von Savannah (September/Oktober 1779).
Dallemagne kehrte nach Frankreich zurück war u. a. einige Zeit in Grenoble stationiert. Später kam er im Rang eines Capitains zur Italienarmee und kämpfte u. a. in der Schlacht von Moulinet und wurde dort verwundet. Er nahm an der Belagerung von Toulon (September/Dezember 1793) bereits im Rang eines Général de Brigade teil.
Später wechselte er in den Stab von Napoleon und kämpfte bei Lodi (10. Mai 1796), Lonato (2./3. August 1796), Castiglione (5. August 1796) und Mantua (Juni 1796/Februar 1797).
Am 19. Februar 1800 heiratete General Dallemand in seiner Heimatstadt Jeanne-Christine Gaudet (1785–1849) und hatte mit ihr zwei Söhne: Clément (1801–1825) und Claudius (1801–1867).
1810 legte Dallemand seine Ämter nieder und ließ sich in seiner Heimatstadt nieder. Während einer Reise von Paris zurück nach Hause starb er am 24. Juni 1813 in Nemours und fand dort auch seine letzte Ruhestätte.

## Ehrungen
- 10. Juni 1792 Chevalier des Ordre royal et militaire de Saint-Louis
- 26. November 1803 Chevalier der Ehrenlegion
- 14. Juni 1804 Commandeur der Ehrenlegion
- Chevalier des Ordre de la couronne de fer
- 1807 Commandeur des Ordre de la couronne de fer
- 1813 Baron de l’Émpire
- Sein Name findet sich am südlichen Pfeiler (26. Spalte) des Triumphbogens am Place Charles-de-Gaulle (Paris).